# Иваницкий, Василий Николаевич
Василий Николаевич Иваницкий (23 декабря 1918, Половинное, Тобольская губерния — 25 июня 2006, Челябинск) — советский и российский педагог, партийный деятель, один из руководителей народного образования города Челябинска в период с середины 1960-х до конца 1970-х годов. Участник Великой Отечественной войны, младший лейтенант

## Биография
Василий Николаевич Иваницкий родился в селе Половинском Половинской волости Курганского уезда Тобольской губернии, в то время территория была под контролем белогвардейского Российского государства; ныне село Половинное — административный центр Половинского муниципального округа Курганской области.
В 1940 окончил исторический факультет Челябинского педагогического института. По его окончании работал учителем истории в родном селе.
В июне 1941 был призван в Рабоче-крестьянскую Красную Армию. 15 июля 1941 года направлен на учебу в офицерское артиллерийское училище, по окончании  которого служил военным топографом в 390-м корпусном артиллерийском полку, затем комиссаром полковой школы младших командиров. Потом окончил Иркутское военное пехотное училище и Ростовское артиллерийское училище. Служил в 1128-м истребительно-противотанковом артиллерийском полку Забайкальского военного округа.
Воевал на 1-м Белорусском фронте в должности командира артиллерийского взвода Особой артиллерийской бригады. Войну закончил за Варшавой, недалеко от Берлина в звании младшего лейтенанта артиллерии.
После демобилизации в 1946 году работал секретарём Челябинского обкома комсомола по пропаганде, завучем и директором школы № 10 города Челябинска. Впоследствии назначался заместителем заведующего идеологическим отделом городского и областного комитетов КПСС.
В 1965—1982 годах возглавлял Челябинский городской отдел народного образования. В этой должности сделал заметный вклад в развитие городской системы среднего образования.
Василий Николаевич Иваницкий трагически погиб (попал под машину) 25 июня 2006 года в городе Челябинске Челябинской области.

## Награды и звания
- Заслуженный учитель школы РСФСР, 1977 год
- Медаль «За победу над Германией в Великой Отечественной войне 1941—1945 гг.»[6]
- Юбилейная медаль «Двадцать лет Победы в Великой Отечественной войне 1941—1945 гг.»[6]

## Память
- Мемориальная доска  установлена 10 июля 2008 года на доме, где он жил в 1959—2006 годах, Челябинск, ул. Пушкина, 71а — 55°09′24″ с. ш. 61°24′38″ в. д.HGЯO[5]
- Имя Иваницкого занесено в Книгу Памяти Челябинской области[9]